# 12183 Caltonen
12183 Caltonen este o planetă minoră (asteroid), cu un diametru de 10,781 km, din Outer Main Belt⁠(d). A fost descoperită pe 30 septembrie 1975 la Observatorul Palomar de Schelte J. Bus. 
Obiectul prezintă o orbită caracterizată de o semiaxă mare de 3,2225538 UAi, o excentricitate de 0,13, o înclinație de 1,49631 ° în raport cu ecliptica.